# Zhonghua Nü'er
Zhonghua Nü'er (xinès simplificat: 中华女儿, pinyin: Zhōnghuá Nǚér, literalment 'Filles de la Xina') és una pel·lícula xinesa dirigida per Ling Zifeng i Qu Qiang i produïda per l'estudi de cinema de Changchun el novembre de 1949. Apareguda després de Qiao, suposa l'inici d'una saga de caràcter nacionalista, on es narra l'heroisme d'un grup de xiques que resisteix als japonesos en els territoris de Manxukuo. És un exemple del cinema del naixement de la nova Xina, on els personatges servien com a models de rols a imitar per part del públic.